# 11001 Andrewulff
11001 Andrewulff eller 1979 MF är en asteroid i huvudbältet som upptäcktes den 16 juni 1979 av den tyske astronomen Hans-Emil Schuster vid La Silla-observatoriet. Den är uppkallad efter den tyske amatörastronomen André Wulff.